# 三体III 死神永生
『三体III 死神永生』（さんたい さん ししんえいせい、簡体字中国語: 三体III：死神永生）は、劉慈欣による中国のSF小説。地球往事三部作の第三部であり、2010年11月に重慶出版社より出版された。
2021年には早川書房より日本語版が出版された。

## あらすじ
執剣者を中心とする地球人類は数百年をかけた努力の末に三体世界の侵略を食い止める事に成功したが、宇宙が文明同士の果てしなき抗争の場であるという真理を突き付けられた今、それは見えない敵との終わりなき戦いの始まりに過ぎなかった。
新たな執剣者となった程心は歴代の執剣者と同じく長大な時を跨ぎつつ地球文明の存続をかけた計画の為に尽力するが、やがて力及ばず人類文明と三体文明の双方が未知の勢力からの攻撃によって終焉を迎える瞬間を目撃する事となる。人類の存続という使命を失った程心は宇宙を彷徨い、やがて大宇宙そのものの終焉を越えて、かつて存在した人類文明の記憶を次の宇宙へ残そうと試みる事になる。

## 受賞
- 2010年度 - 第22回銀河賞特別賞 受賞[1]
- 2017年 ヒューゴー賞 長編小説部門 最終候補[1][2]
- 2017年 ローカス賞 SF長編部門 受賞[1]
- 2017年 ドラゴン賞（英語版）SF小説部門 ノミネート[3]